# Castello di Dragonara
Il Castello di Dragonara è un castello medievale ubicato a circa 10 km dal comune di Torremaggiore in Puglia in direzione di Casalnuovo Monterotaro.

## Origine del nome
Il nome del castello deriva dal condottiero Drogone d'Altavilla.

## Storia
Il castello di Dragonara è la principale testimonianza del borgo fortificato di Dragonara, fondato da un catapano di Bisanzio Basilio Boioannes intorno all’anno mille come narrato da Leone Marsicano nel Chronica monasterii Casinensis e raso al suolo nel 1255 dalle truppe di papa Alessandro IV, colpevole di essere rimasto fedele a Manfredi di Svevia.
Nei secoli XIV e XVIII, alcuni rimaneggiamenti trasformarono il castello in una masseria fortificata. Una lapide è stata posta in ricordo dei lavori eseguiti nel 1769.

## Descrizione
Il castello di forma rettangolare, ha un cortile interno, due torri cilindriche e due quadrate; un'altra torre cilindrica, isolata, è posta ad una certa distanza dal medesimo.
Sul lato posto ad oriente è visibile, tra due finestre, un bassorilievo raffigurante una figura umana a cavallo nell'atto di scagliare una rudimentale balestra contro un toro. La scena probabilmente apparteneva a un ciclo narrativo dedicato a San Michele Arcangelo.